# Tamaya (Niger)
Tamaya est une localité et une commune rurale du Niger, du département de Abalak, région de Tahoua.

## Géographie
Tamaya est située sur les rives du cours d'eau temporaire radiss et sur la route nationale 25 (axe Tahoua-Agadez) à 67 km au nord-ouest du chef-lieu départemental Abalak.  
| Tchintabaraden | Ingall |           |
| Abalak         | Tamaya | Ingall    |
|                | Abalak | Gadabédji |

## Histoire
La commune rurale de Tamaya est instaurée en 2002.

## Population
Lors du recensement général de 2012, la population communale est relevée à 30 956 habitants. La localité compte 2 763 habitants en 2012.

## Localités
La commune s'étend au nord-ouest du département d'Abalak sur 141 localités.

## Services et infrastructures
- Centre de Santé Intégré (CSI) à Tamaya, Abouhaya[4].